# Parnasse (poésie)
Pour les articles homonymes, voir Parnasse.

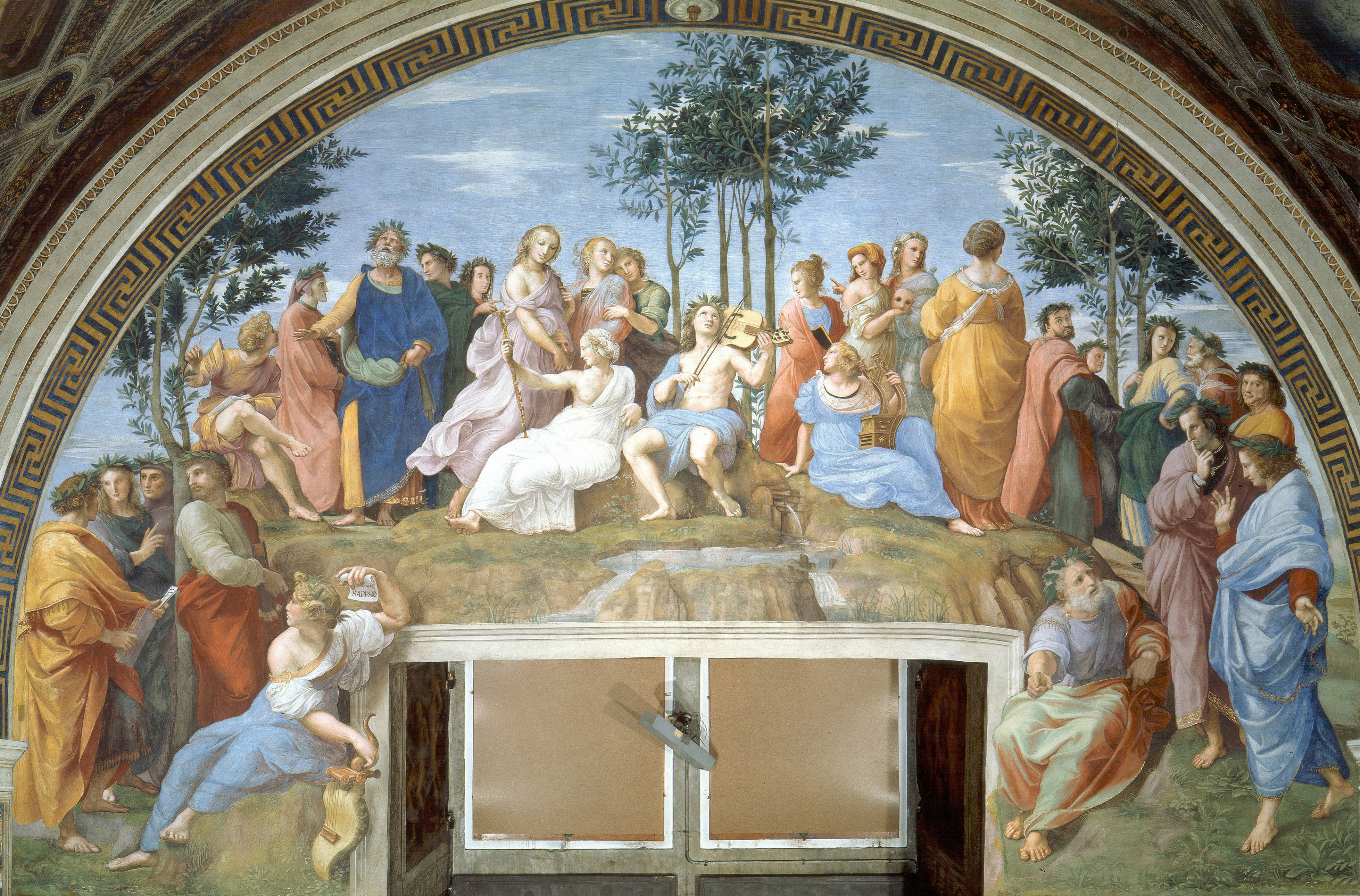
Le Parnasse, fresque réalisée par Raphaël de 1509 à 1511. C’est une représentation de l’habitation du Dieu Apollon, des Muses, aussi la « maison de la poésie » et le « séjour des poètes ».

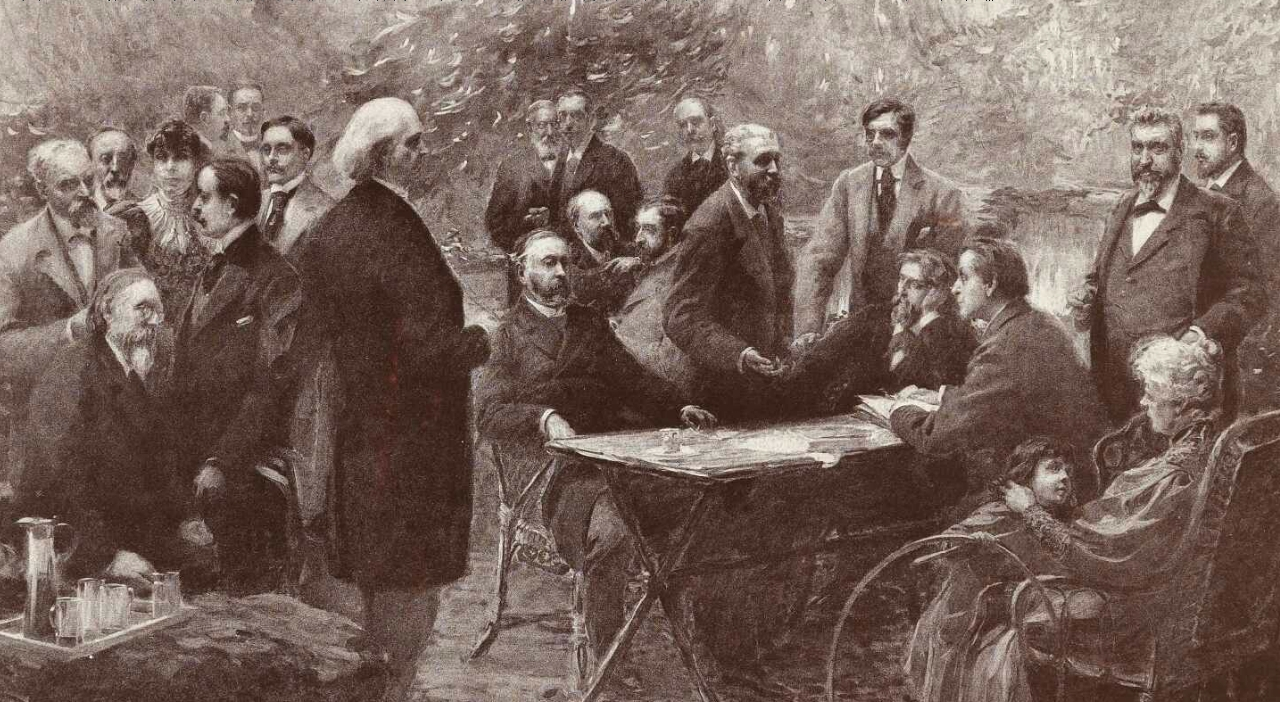
Les poètes du Parnasse d’après un tableau de Paul Chabas, « Chez Alphonse Lemerre, à Ville d’Avray », exposé au Salon de 1895.

Le Parnasse, ou mouvement parnassien, est un mouvement poétique apparu en France dans la seconde moitié du XIXe siècle. Le mouvement tire son nom du recueil poétique Le Parnasse contemporain publié entre 1866 et 1876 par l’éditeur Alphonse Lemerre. Le terme parnasse, dans son usage commun, désigne la poésie en général et les poètes.
Le mouvement parnassien apparaît en réaction au lyrisme subjectif et sentimental du romantisme. Ses principes sont la valorisation de l’art poétique par la retenue, l’impersonnalité et le rejet de l’engagement social ou politique. L’art n’aurait pas à être utile ou vertueux et le but en serait uniquement la beauté : le slogan « L’art pour l’art » de Théophile Gautier, considéré comme précurseur, est adopté. Ce mouvement réhabilite aussi le travail acharné et minutieux de l’artiste en utilisant souvent la métaphore de la sculpture pour symboliser la résistance de la « matière poétique ».

## Histoire du mouvement
Pendant les trois décennies qui ont précédé le début effectif du mouvement en 1866, certains poètes ont été des précurseurs de ses thèses principales. Par exemple, c’est en 1835 que Théophile Gautier, dans la préface de son roman Mademoiselle de Maupin, a exposé sa théorie de « l’art pour l’art », et en 1852, qu’il l’a mise en pratique dans son recueil Émaux et Camées.
Le mouvement parnassien débute en 1866, lors de la parution de 18 brochures que l’éditeur Alphonse Lemerre réunit sous le nom Le Parnasse contemporain, recueil de vers nouveaux, et qui contiennent des poèmes d’une quarantaine de poètes de l’époque. Le nom de « parnassien » utilisé d’abord ironiquement par les détracteurs, est rapidement adopté pour qualifier ces poètes. Le Parnasse contemporain est suivi de deux autres recueils du même titre, le deuxième en 1869-71 et le troisième en 1876.
Dans la décennie qui couvre la publication des recueils de Lemerre (1866-1876), c’est au total une centaine de poètes qui y sont publiés, mais ils n’adhèrent pas tous nécessairement aux thèses principales du mouvement. Parmi ces poètes, se trouvent de grands noms, tels que Baudelaire, Verlaine et Mallarmé. Rimbaud n’y est pas publié ; il côtoie les parnassiens à Paris en 1871, mais prend rapidement ses distances avec leur genre de poésie.
La dernière édition de 1876 marque la fin du mouvement à proprement parler, tandis que se développe le mouvement symboliste. Bien que déclinant, l’esprit parnassien persiste alors quelques années.

## Origine du nom
Le nom Parnasse est, à l’origine, celui d’un massif montagneux de Grèce. Dans la mythologie grecque, ce massif était, comme Delphes, consacré à Apollon et il était considéré comme la montagne des Muses, le lieu sacré des poètes. Le Parnasse, devenu le séjour symbolique des poètes, fut finalement assimilé à l’ensemble des poètes, puis à la poésie elle-même.
En 1866, lorsqu’il fut question de donner un titre au premier recueil de poésie chez l’éditeur Alphonse Lemerre, passage Choiseul à Paris, plusieurs solutions furent envisagées : Les Impassibles, reprenant un nom utilisé par leurs adversaires, fut jugé peu pratique ; dans les recueils analogues publiés depuis le XVIe siècle, on pouvait penser aux Parnasses, aux Cabinets de muses, aux Étrennes de l’Hélicon ; Les Poètes français aurait pu convenir, mais une anthologie récente portait déjà ce nom ; quelqu’un, peut-être Leconte de Lisle, aurait proposé La Double cime. Louis-Xavier de Ricard raconte comment le choix final fut opéré :

« Enfin, un beau jour, pendant une ascension en masse, et naturellement tumultueuse, par le petit escalier en colimaçon, une voix ironique jeta au hasard le titre : Le Parnasse contemporain. De qui était cette voix ? Ni Lemerre, ni personne de nous s’en souvient. Point d’un poète à coup sûr, mais d’un des amis qui venaient plus ou moins assidûment se mêler à nos séances, où ils faisaient office de public. Cette proposition intempestive causa d’abord une stupeur, puis des rires ironiques, et, finalement, elle fut, à l’unanimité des présents, acclamée, révolutionnairement, comme un défi.
Ainsi, et en de telles circonstances, fut baptisé le volume. La gloire de la trouvaille en revient à un inconnu, dont l’histoire ignorera le nom. Mais elle s’en consolera, habituée qu’elle est à ces iniquités.
Le titre accepté, acquis, proclamé — non sans résistance de la part de quelques-uns de ceux qui n’avaient pas pris part à la délibération du passage Choiseul — on y ajouta le sous-titre modeste Recueil de vers nouveaux, et l’on se prépara sans retard à la confection du volume. »

Selon Edmond Lepelletier, il est probable que l’honneur de l’invention du titre revienne à Charles Marty-Lavaux. Catulle Mendès a aussi revendiqué en être à l’origine, ne l’ayant imaginé qu’en souvenir du parnasse satirique de Théophile de Viau et d’autres parnasses autrefois publiés.

## Caractéristiques du mouvement

### L’impersonnalité et le refus du lyrisme

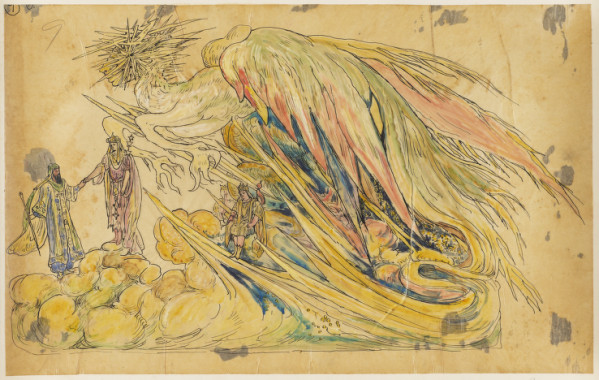
Alborak, le cheval mentionné par Leconte de Lisle dans son poème Le Désert, et dessiné par Jennie Wilde en 1910.

Les parnassiens préfèrent favoriser la distance et l’objectivité, s’opposant ainsi au lyrisme et à la subjectivité des écrivains romantiques, à leurs épanchements sentimentaux et à leur utilisation récurrente et surabondante du moi. Ces caractéristiques héritées de la poésie d’Alfred de Musset et Lamartine et de la dramaturgie de Gérard de Nerval et Victor Hugo y seraient en excès et nuiraient à la perfection formelle du poème. Ils rejettent ce lyrisme par l’impersonnalité et la neutralité de point de vue[réf. nécessaire] en refusant l’emploi de la personne « je » et en néantisant ainsi les sentiments personnels. On retrouve ces caractéristiques dans Le Désert de Leconte de Lisle où il est question d’un bédouin et du désert :

« Quand le bédouin qui va de l’Horeb en Syrie […] / Il rêve qu’Alborak, le cheval glorieux, / L’emporte en hennissant dans la hauteur des cieux ; »

Le style utilisé dans ce poème est en accord avec les idées parnassiennes : il n’y est absolument pas question de l’auteur et de ses sentiments personnels. Bien que présents, les registres épique et exotique ne sont là que pour mettre en valeur le rêve, le mythe et la légende. Par exemple « glorieux » et « la hauteur des cieux » sont employés pour témoigner de la grandeur du cheval : l’auteur s’abstient d’en juger et cela renforce l’impersonnalité du texte.

### L’art pour l’art
En réaction au romantisme qui s’attaque à des sujets sociaux et politiques, les parnassiens, eux, ne s’intéressent qu’au beau, Théophile Gautier formalisant sa vision de « L’art pour l’art » en 1834. Les parnassiens ne recherchent que le beau et ils rejettent l’engagement pris par les romantiques de l’allier à l’utile : ce serait selon eux impossible.
Rien n’importerait si ce n’est « le beau » qui serait d’après eux l’égal de « l’art » :
- Ils refusent alors tout engagement politique ou social qu’ils pourraient transmettre par leurs écrits : « Tout ce qui est utile est laid », Théophile Gautier.
- Ils vouent un culte à l’art par l’érudition et la maîtrise de différentes techniques pour arriver au beau.
- Les parnassiens sont des poètes non engagés.

### Le culte du travail

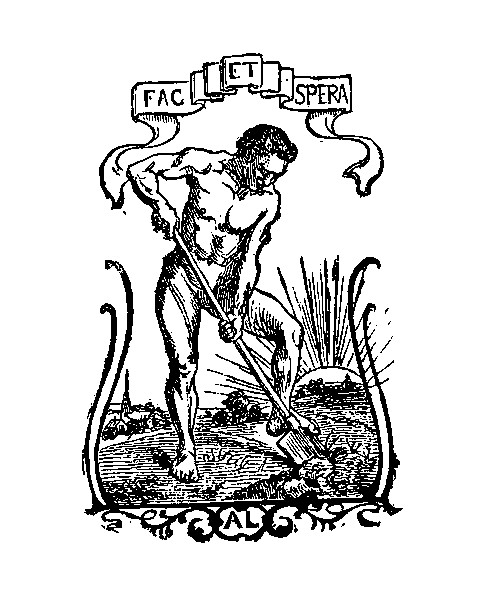
Vignette du bêcheur dessinée par Félix Bracquemond. Elle serait affichée chez Alphonse Lemerre, il s’en est servi comme illustration pour l’édition du 3e numéro du Parnasse contemporain.

Le culte du travail est un des principes fondamentaux des parnassiens : ils recherchent la perfection et cette recherche les mène à être encore plus rigoureux. C’est le cas en particulier dans le choix du vocabulaire et de la métrique.
La comparaison avec le sculpteur ou le laboureur est utilisée : il s’agit de transformer une matière difficile, ici le langage, en beau par et grâce à un travail patient. Chez l’éditeur du parnasse, Alphonse Lemerre, on trouve une vignette illustrant un paysan au-dessus de laquelle est inscrite une maxime qui témoigne de la volonté des parnassiens d’atteindre la perfection, en remettant plusieurs fois leur ouvrage sur le métier : « Fac et spera : « Agis et espère » ». La métaphore de l’effort physique est par exemple transcrite avec une énumération de verbes du champ lexical de la sculpture :

« Sculpte, lime, cisèle »

— l’Art, Théophile Gautier
À l’opposé des romantiques pour qui l’inspiration prime, chez les parnassiens c’est le travail qui redonne ses lettres de noblesse à la poésie : l’emploi du sonnet témoigne de cet effort de perfection et les décasyllabes sont préférés aux alexandrins[réf. nécessaire].

## Les parnassiens

### Les précurseurs
Deux poètes ont particulièrement inspiré les idées des parnassiens, et ont même vu quelques-uns de leurs poèmes édités dans les recueils du parnasse contemporain.
- Théophile Gautier (1811-1872)
- Théodore de Banville (1823-1891)

### Les parnassiens les plus célèbres
- Leconte de Lisle, considéré tête de file du mouvement,
- Catulle Mendès,
- Sully Prudhomme,
- José-Maria de Heredia,
- François Coppée,
- Théodore de Banville,
- Léon Dierx,
- Albert Mérat,
- Léon Valade,
- Louis Ménard,
- Eugène Manuel,
- Villiers de l’Isle-Adam.

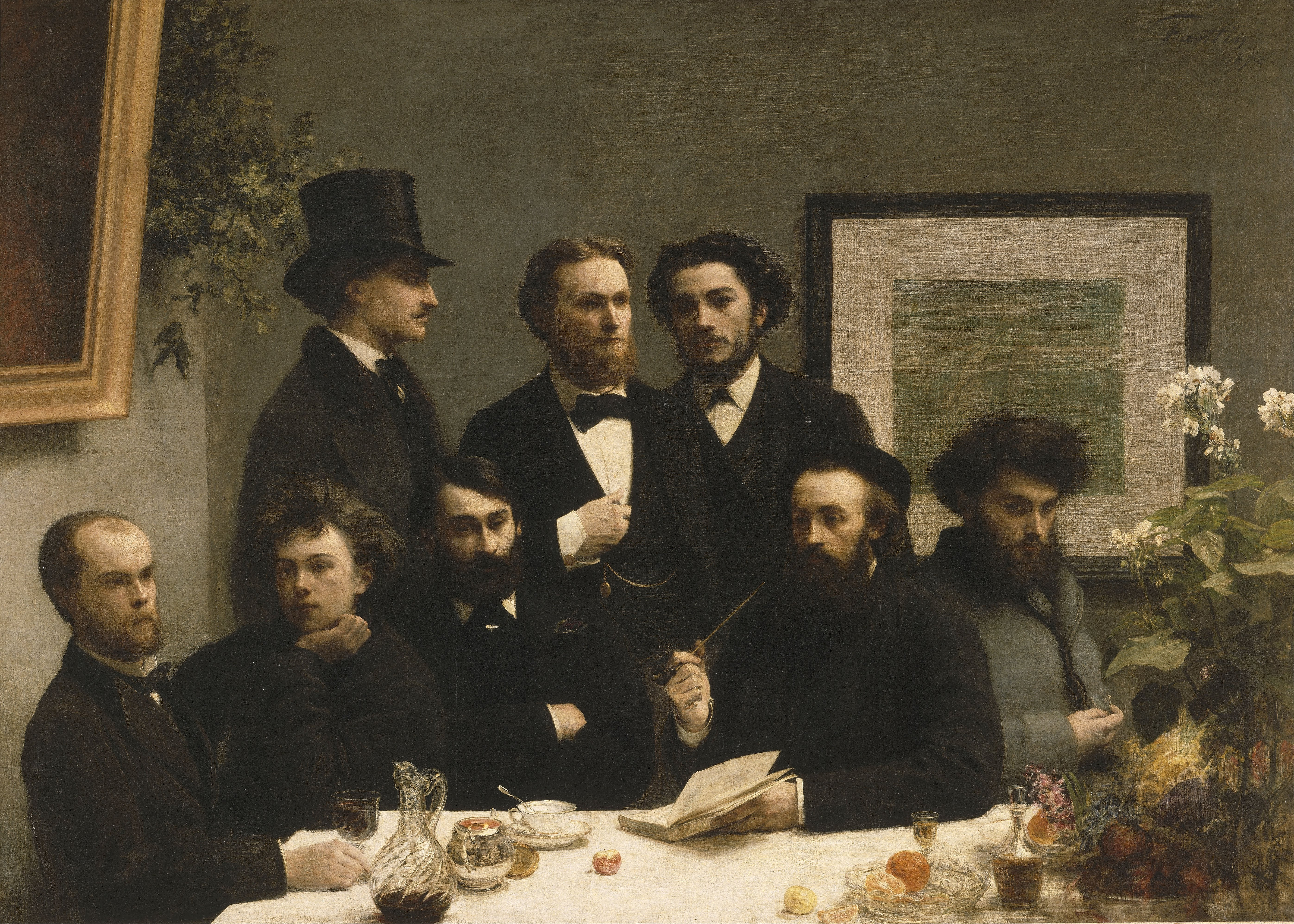
Un coin de table, 1872
Fantin-Latour
Musée d'Orsay

Un coin de table est un portrait de groupe tout autant qu'un témoignage sur l'histoire littéraire du XIXe siècle, du mouvement poétique du Parnasse en particulier. À l'extrémité d'une table, plusieurs hommes sont réunis après un repas. Trois sont debout, de gauche à droite : Elzéar Bonnier, Émile Blémont, Jean Aicard. Cinq sont assis, Paul Verlaine et Arthur Rimbaud, Léon Valade, Ernest d'Hervilly, Camille Pelletan. Tous sont vêtus de noir sauf un, Camille Pelletan, qui n'est pas poète comme les autres, mais un homme politique. Émile Blémont distingué par sa position centrale acquiert le tableau qu'il offre au Louvre en 1910. Deux figures au moins manquent : Charles Baudelaire, disparu en 1867, et auquel le tableau devait initialement rendre hommage, et Albert Mérat qui ne souhaitait pas être représenté en compagnie des sulfureux Verlaine et Rimbaud et fut, dit-on, remplacé par un bouquet de fleurs.

### Les parnassiens,stricto sensu
Parmi les 99 poètes qui ont contribué au Parnasse contemporain, plusieurs ont marqué l’histoire littéraire comme romanciers :
- Paul Bourget (1852-1935)
- Anatole France (1844-1924)
- Villiers de l’Isle-Adam (1838-1889)

### Les grands poètes associés
Le mouvement est accompagné par quelques grands poètes, surnommés « Poètes Maudits », qui le côtoient à des titres divers, sans être réductibles à ses thèses, comme :
- Charles Baudelaire (1821-1867)
- Paul Verlaine (1844-1896)
- Stéphane Mallarmé (1842-1898)

### Influence exercée par les parnassiens
- Arthur Rimbaud (1854-1891) : le Parnasse contemporain initia Arthur Rimbaud à la poésie de son temps
- Francis Jammes (1868-1938)
- Renée Vivien (1877-1909)
- Paul-Jean Toulet (1867-1920)
- Louis Tiercelin (1846-1915) et Guy Ropartz (1864-1955) ont publié un recueil de poésie intitulé Le parnasse breton contemporain[7].
- Daniel Thaly (1879-1950) est un poète se définissant comme un parnassien antillais (il vient de martinique)[8].

En dépit de ses origines françaises, le parnasse s’est étendu à des auteurs d’autres pays :
- au Brésil : Olavo Bilac et aussi Raimundo Correia disciple d’Alberto de Oliveira ;
- les parnassiens portugais : Cesário Verde, Florbela Espanca ;
- les parnassiens polonais dont Antoni Lange, Felicjan Faleński, Cyprian Kamil Norwid et Leopold Staff ;
- l'Italie avec Giosuè Carducci[9],[10].
- l'Angleterre connait plusieurs poètes qui s'intéressent à ce mouvement : Edmund Gosse, Henry Austin Dobson, Andrew Lang[11],[12].
- le plus important poète roumain ayant des influences parnassiennes est Alexandru Macedonski ;
- le Nicaragua avec le poète Rubén Darío.
- en Belgique ou Iwan Gilkin (1858-1924) qui est un parnasse réalisera un recueil de poésie appelé Parnasse de la Jeune Belgique[13].
- en Espagne avec Salvador Rueda[14].
- Le Parnasse a influencé l'Amérique hispanophone.  Beaucoup de pays ont connu un changement dans leur littérature. Les auteurs français sont souvent traduits et reçoivent des hommages dans les dédicaces des poèmes. Cette période de rénovation de l'expression poétique est connue, dans l'histoire littéraire hispanique, comme modernismo. Le poète nicaraguayen Rubén Darío joue un rôle central dans cette rénovation. D'autres auteurs latins modernistas influencés par le Parnasse sont Leopoldo Díaz en Argentine, avec son Atlantide conquise[15],[16]. Le Mexique avec Manuel Gutiérrez Nájera et sa Revista Azul qui réunit de nombreux poètes[17]. Cuba avec Julián del Casal[18]. Au Pérou avec Nicanor della Rocca de Vergalo, poète péruvien francophone avec par exemple son livre des incas[19],[20]...

## Critique
Gerard Manley Hopkins utilise le terme « parnassian » (en) pour décrire une poésie compétente mais non inspirée. Il identifie cette tendance particulière dans le travail de Alfred Tennyson, citant son poème Enoch Arden comme exemple.
Dans la préface de son Anthologie de la poésie française, Georges Pompidou écrit à propos des poètes parnassiens : "Il y a là tout ce qui m'ennuie."